# جونگ اوک جین
جونگ اوک جین (انگلیسی: Jong Ok-jin؛ زادهٔ ۶ ژوئن ۱۹۴۵) بازیکن والیبال اهل کره شمالی بود.